# Prédio 33 Andares

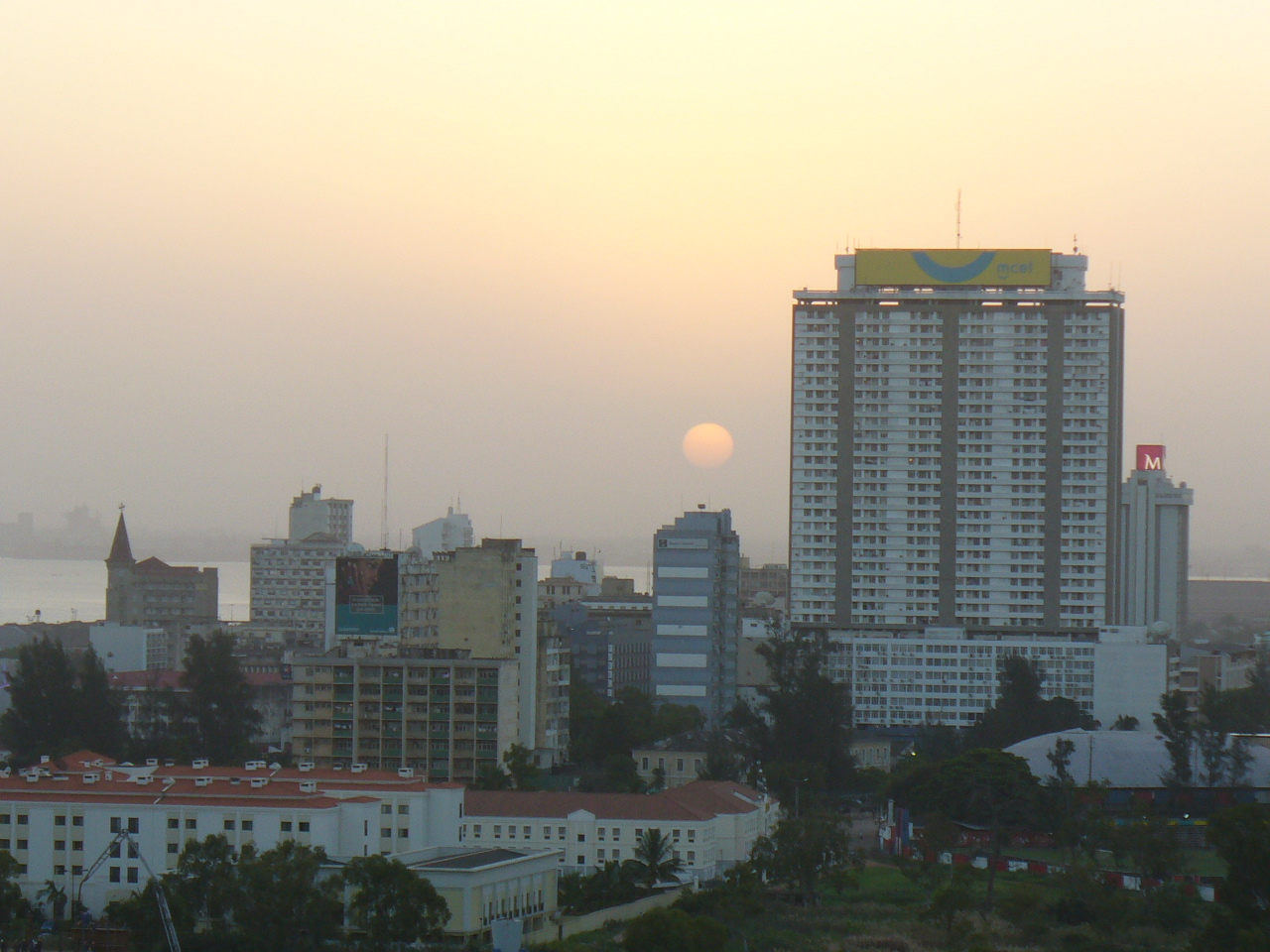
Blick auf das Gebäude bei Sonnenuntergang

Das Prédio 33, auch Prédio 33 Andares oder Prédio mcel genannt, ist ein 33-stöckiges, 118,87 Meter hohes Hochhaus in der mosambikanischen Hauptstadt Maputo. Das Hochhaus befindet sich direkt an der Kreuzung der Straßen Avenida 25 de Setembro und der Rua da Imprensa im Stadtteil „Central C“ des Stadtbezirks Kampfumo. Die offizielle des Gebäudes ist Avenida 25 de Setembro 1230.
Die Bauarbeiten für das von den portugiesischen Architekten Marcos Miranda Guedes und Octávio Po entworfene Gebäude begannen in den späten 1960er/Anfang der 1970er Jahre. Zu der Zeit befand sich die Kolonialmacht Portugal aufgrund des anhaltenden Kolonialkriegs gegen die Befreiungsbewegungen in den Kolonien in einer wirtschaftlich angespannten Lage. Die Finanzierung des Baus übernahm die Caixa Económica de Montepio. Die Bauarbeiten zogen sich und konnten nicht vor der Unabhängig Mosambiks 1975 fertiggestellt werden.
Im Zuge der Unabhängigkeit ließ die an die Macht gekommene FRELIMO alles Eigentum, inklusive der Immobilien verstaatlichen. Die Bauarbeiten für das Hochhaus konnten fortgesetzt, jedoch erst 1982/83 fertiggestellt werden. Seit der Vollendung des Baus hat sich das Gebäude mit dem Namen „33 Andares“ (33 Stockwerke) zu einem markanten Wahrzeichen der mosambikanischen Hauptstadt entwickelt und ist bis heute mit 118,87 Meter das höchste Bauwerk des Landes. Die gute Sichtbarkeit des Hauses nutzt seit ein paar Jahren der staatliche Mobilfunkanbieter mCel und bewirbt regelmäßig mit einem großen Banner (in beiden Richtungen) seine Angebote. Während die ersten acht Stockwerke vor allem für Büros genutzt werden, befinden sich bis zum 33. Stockwerk ausschließlich Wohnungen.
Das Haus befindet sich über das staatliche Immobilienunternehmen „Domus – Sociedade de Gestão Imobiliária“ bis heute im Besitz der öffentlichen Hand.
Seit 2011 befindet sich das Gebäude in der Vorauswahl für eine Denkmalliste der Stadt Maputo. In der portugiesischen Denkmaldatenbank Sistema de Informação para o Património Arquitectónico, die auch Werke ehemaliger portugiesischer Kolonien umfasst, ist es unter der Nummer 31714 gelistet.